# San Andrés, Calnali
San Andrés är en ort i Mexiko.   Den ligger i kommunen Calnali och delstaten Hidalgo, i den sydöstra delen av landet, 180 km norr om huvudstaden Mexico City. San Andrés ligger 1 164 meter över havet och antalet invånare är 1 280.
Terrängen runt San Andrés är kuperad söderut, men norrut är den bergig. Runt San Andrés är det ganska glesbefolkat, med 43 invånare per kvadratkilometer. Närmaste större samhälle är Tlanchinol, 12,1 km nordväst om San Andrés. I omgivningarna runt San Andrés växer i huvudsak städsegrön lövskog.